# Superantygen
Superantygen – substancja pochodzenia bakteryjnego, mikoplazmatycznego, wirusowego lub roślinnego prowadząca do aktywacji poliklonalnej limfocytów, w wyniku niespecyficznego wiązania z receptorem limfocytów T (TCR).
Superantygeny wykazują niespecyficzny sposób wiązania się z kompleksem TCR – cząsteczka MHC klasy II. Nie reagują one z unikatowym miejscem wiążącym antygen na receptorze TCR, utworzonym przez łańcuchy alfa i beta, lecz tylko z zewnętrzną powierzchnią odcinka V łańcucha beta. Zatem aktywacji ulegną te wszystkie klony limfocytów T, które mają TCR o określonej budowie łańcucha beta (niezależnie od wchodzącego w skład cząsteczki TCR łańcucha alfa). Aktywacji będą ulegać zarówno limfocyty T CD4, jak i limfocyty T CD8. Superantygeny łączą się nietypowo z cząsteczkami MHC klasy II (w przypadku gronkowcowej enterotoksyny B z MHC klasy I), gdyż zamiast z rowkiem standardowo prezentującym antygen łączą się bez wstępnej obróbki (degradacji, prezentacja antygenu) z zewnętrzną powierzchnią cząsteczki. Różne superantygeny łączą się z nieco innymi miejscami tych cząsteczek.
Do substancji najlepiej poznanych jako superantygeny możemy zaliczyć między innymi egzotoksyny wytwarzane przez paciorkowce (np.: paciorkowcowe białko M) oraz enterotoksyny gronkowcowe.
Superantygeny wytwarzane są przez: bakterie (np. Staphylococcus aureus, Mycobacterium tuberculosis); wirusy (np. wirus wścieklizny (Rabies virus), wirus opryszczki); pasożyty (np. Toxoplasma gondii); niektóre rośliny.
Superantygeny biorą udział także w patogenezie wielu chorób: zespół wstrząsu septycznego (SEPSA); stwardnienie rozsiane; łuszczyca; gruźlica; AIDS; wścieklizna.